# Уилсон, Дезире
Дезире́ Рэ́ндалл Уи́лсон (англ. Desiré Randall Wilson, 26 ноября 1953 года, Бракпан, Трансвааль, ЮАР) — южноафриканская автогонщица, участница чемпионата мира по автогонкам в классе Формула-1.

## Биография
В середине 1970-х годов участвовала в южноафриканском чемпионате Формулы-Vee, в сезонах 1975—1976 годов дважды становилась чемпионом ЮАР в гонках Формулы-Форд. В сезонах 1977—1978 годов стартовала в различных европейских чемпионатах Формулы-Форд, в сезонах 1978—1980 годов соревновалась в британском чемпионате Aurora F1, выиграла гонку в Брэндс-Хэтч и заняла шестое место в личном зачёте в сезоне 1980 года. На Гран-при Великобритании 1980 года чемпионата мира Формулы-1 не прошла квалификацию.
Уилсон финишировала 16-й на Гран-при Южной Африки 1981 года за рулём Tyrrell, но из-за конфликта FISA и FOCA результаты соревнования не были учтены в зачёт чемпионата мира.
С сезона 1980 года стартовала в гонках спортивных автомобилей, в сезоне 1983 года дебютировала в гоночных сериях CART и IMSA. В сезонах 1987—1993 годов участвовала в чемпионате SCCA.

## Результаты гонок в чемпионате мира среди гонщиков
| Легенда к таблице |                                                                    |
| --- | ------------------------------------------------------------------ |
| В таблице перечислены результаты всех Гран-при Формулы-1, в которых принимал участие гонщик. Строками таблицы являются сезоны, столбцами — этапы чемпионата мира. В каждой клетке указаны сокращённое название этапа и результат, дополнительно обозначенный цветом. Расшифровка обозначений и цветов представлена в нижеследующей таблице. |                                                                    |
| \| Пример \| Описание \| \| ------------ \| ------------------------------------------------------------------ \| \| 1 \| Победитель \| \| 2 \| Второе место \| \| 3 \| Третье место \| \| 5 \| Финишировал, заработав очки \| \| Сход \| Не финишировал, но при этом заработал очки \| \| 12 \| Финишировал, не получив очков \| \| НКЛ \| Финишировал, но не попал в финальную классификацию \| \| 15 \| Участвовал вне зачёта, либо по отдельной классификации \| \| 18 \| Не финишировал, но попал в финальную классификацию \| \| Сход \| Не финишировал \| \| НКВ \| Не прошёл квалификацию \| \| НПКВ \| Не прошёл предквалификацию \| \| ДСК \| Дисквалифицирован \| \| ИСК \| Исключён из протокола соревнований \| \| ТТ \| Заявлен для участия только в тренировках \| \| НС \| Участвовал в квалификации, но не стартовал в гонке \| \| Т \| Травмирован или болен \| \| ОТК \| Отказ от участия \| \| НТР \| Прибыл на соревнования, но на трассу не выезжал \| \| НПР \| Был заявлен в числе участников, но не прибыл к началу соревнований \| \| О \| Соревнования отменены \| \| \| Не участвовал \| \| Поул-позиция \| \| \| Быстрый круг \| \| |                                                                    |
| Пример | Описание                                                           |
| 1 | Победитель                                                         |
| 2 | Второе место                                                       |
| 3 | Третье место                                                       |
| 5 | Финишировал, заработав очки                                        |
| Сход | Не финишировал, но при этом заработал очки                         |
| 12 | Финишировал, не получив очков                                      |
| НКЛ | Финишировал, но не попал в финальную классификацию                 |
| 15 | Участвовал вне зачёта, либо по отдельной классификации             |
| 18 | Не финишировал, но попал в финальную классификацию                 |
| Сход | Не финишировал                                                     |
| НКВ | Не прошёл квалификацию                                             |
| НПКВ | Не прошёл предквалификацию                                         |
| ДСК | Дисквалифицирован                                                  |
| ИСК | Исключён из протокола соревнований                                 |
| ТТ | Заявлен для участия только в тренировках                           |
| НС | Участвовал в квалификации, но не стартовал в гонке                 |
| Т | Травмирован или болен                                              |
| ОТК | Отказ от участия                                                   |
| НТР | Прибыл на соревнования, но на трассу не выезжал                    |
| НПР | Был заявлен в числе участников, но не прибыл к началу соревнований |
| О | Соревнования отменены                                              |
| | Не участвовал                                                      |
| Поул-позиция |                                                                    |
| Быстрый круг |                                                                    |

| Год  | Команда             | Шасси         | Двигатель | 1   | 2   | 3   | 4   | 5   | 6   | 7   | 8       | 9   | 10  | 11  | 12  | 13  | 14  | Место | Очки |
| ---- | ------------------- | ------------- | --------- | --- | --- | --- | --- | --- | --- | --- | ------- | --- | --- | --- | --- | --- | --- | ----- | ---- |
| 1980 | Brands Hatch Racing | Williams FW07 | Cosworth  | АРГ | БРА | ЮАР | СШЗ | БЕЛ | МОН | ФРА | ВЕЛ НКВ | ГЕР | АВТ | НИД | ИТА | КАН | США | -     | 0    |